# The Rooftop Singers
The Rooftop Singers était un groupe américain de musique folk qui se fit connaître au début des années 1960 principalement grâce à son tube Walk Right In. Le groupe était composé d'Erik Darling, Bill Svanoe et Lynne Taylor.
Erik Darling (né le 25 septembre 1933 à Baltimore, mort le 3 août 2008 à Chapel Hill, Caroline du Nord) avait déjà dix années de carrière sur la scène folk américaine lorsqu'en 1962 il créa le groupe spécialement pour enregistrer Walk Right In, une reprise d'une chanson blues folk de Gus Cannon, mais en lui donnant une coloration instrumentale inconnue à ce jour grâce à l'emploi de deux guitares à douze cordes. Ces instruments étaient alors rares, uniquement fabriqués à la demande. Erik Darling dut attendre six mois avant de recevoir les deux exemplaires qu'il avait commandés chez Gibson et de pouvoir les utiliser en studio.
L'enregistrement, effectué pour Vanguard Records, devint le plus gros succès dans l'histoire de ce label. Aux États-Unis, la chanson resta classée numéro 1 pendant deux semaines au Billboard Hot 100 chart au début de l'année 1963. Elle resta également cinq semaines au top du Hot Adult Contemporary Tracks. C'est Walk Right In qui a été à l'origine de l'immense popularité de la guitare douze cordes tout au long des années 1960 et 1970.
Le groupe réalisa plusieurs autres singles dont leur deuxième grand succès, Tom Cat, joué au Festival de folk de Newport en 1963. Ils réalisèrent trois albums mais leur popularité fut d'assez courte durée puisque le groupe se sépara en 1967.